# Pachydrus globosus
Pachydrus globosus är en skalbaggsart som först beskrevs av Aubé 1838.  Pachydrus globosus ingår i släktet Pachydrus och familjen dykare. Inga underarter finns listade i Catalogue of Life.